# Matapanui
Matapanui — рід вусатих китів-еомістетидів з пізнього олігоцену (ранній чатський) Кокоаму Грінсанд у Новій Зеландії.

## Таксономія
Матапануї спочатку називався Матапа, але ця назва вже використовувалася для роду метеликів, що вимагало зміни назви.